# Chris Kyle
Pour les articles homonymes, voir Kyle.
Christopher Scott Kyle, dit Chris Kyle, né le 8 avril 1974 à Odessa (Texas) et mort le 2 février 2013 dans le comté d'Erath (Texas), est un officier marinier et tireur d'élite de la marine américaine, membre des Navy SEALs. 
Surnommé « le diable de Ramadi », Chris Kyle revendique avoir abattu 255 personnes durant la guerre d'Irak. Sur ce chiffre, 160 tirs létaux ont été officiellement confirmés par le Pentagone, ce qui fait de Kyle le tireur d'élite ayant tué le plus de personnes dans toute l'histoire militaire des États-Unis,. Il meurt assassiné sur un stand de tir au Texas par Eddie Ray Routh, un ancien Marine souffrant d'un trouble de stress post-traumatique que Kyle tentait d'aider.
Chris Kyle a été décoré de la Silver Star, trois fois de la Bronze Star, dont une pour héroïsme ("V" Device), une fois de la Commendation Medal de l'U.S. Navy et du Corps des Marines et deux fois de l’Achievement Medal.
Bien qu'ayant été l'auteur de déclarations controversées, il est considéré comme un héros national et le meilleur sniper moderne par de nombreux citoyens des États-Unis. Son autobiographie, American Sniper, a fait l'objet d'une adaptation cinématographique en 2014 réalisée par Clint Eastwood, avec Bradley Cooper dans le rôle de Chris Kyle.

## Biographie

### Jeunesse
Chris Kyle naît à Odessa au Texas. Il est le fils de Wayne Kyle et Debby Lynn Mercer. Son père est enseignant de l'École du dimanche et diacre. Son père lui achète sa première arme à feu à l'âge de sept ans, un fusil à verrou (bolt-action) .30-06 Springfield. Il lui offre ensuite un fusil de chasse avec lequel ils chassent le faisan, la caille et le cerf. 
Kyle pense un temps devenir cow-boy professionnel pour faire des rodéos de chevaux sauvages, mais il s’engage finalement en 1999 dans la marine des États-Unis. Les attentats terroristes perpétrés contre les États-Unis, et notamment ceux du 11 septembre 2001, ont en grande partie motivé son engagement dans la guerre d'Irak de 2003.

### Pendant la guerre d'Irak
Intégré au sein de l'équipe 3 des forces spéciales de la marine de guerre des États-Unis (SEAL) comme tireur d'élite, Chris Kyle participe lors de la guerre d'Irak à toutes les batailles majeures de l'opération Liberté irakienne (Operation Iraqi Freedom). Il sert en déploiement extérieur lors de quatre rotations en Irak, d'une durée de 9 mois chacune, en participant à toutes les grandes campagnes de la guerre Irakienne. Il était à Falloujah en 2004. Il est retourné, à Ramadi en 2006, puis à nouveau, à Bagdad en 2008, où il a été appelé pour sécuriser la zone verte en allant dans Sadr City. 
Il effectue son premier tir mortel à longue distance au cours de la bataille initiale, lorsqu'il tue une femme irakienne et son enfant qui s’approchaient d'un groupe de Marines avec une grenade dégoupillée à sa main.
Au cours de la deuxième bataille de Falloujah, alors que les Marines affrontaient plusieurs milliers d'insurgés, Kyle tue quarante combattants ennemis. En raison de ce record lors de son déploiement à Ramadi, les militaires le surnomment « The Legend » (en français « la légende »), tandis que les insurgés le désignent sous le terme de « شيطان الرمادي », (Al-Shaitan Al-Ramadi ; en français : « le diable de Ramadi ») et mettent sa tête à prix pour 20 000 dollars américains, montant qui sera porté à 80 000 dollars par la suite ; ils affichent également des panneaux mettant en évidence la croix sur son bras comme un moyen de l'identifier,. 
En 2008, à l'extérieur de Sadr City, Kyle réalise son tir létal le plus long (2 100 yards, soit un peu plus de 1,9 km), contre un insurgé qui s'approchait d'un convoi militaire armé d'un lance-roquettes.
Au cours de ses périodes de service en Irak, Kyle est blessé deux fois et touché six autres fois par l'explosion d'engins explosifs improvisés.
Après ses déploiements au combat, il devient instructeur en chef pour la formation des équipes de « contre-snipers » et est l'auteur de la doctrine Naval Special Warfare Sniper Doctrine, le premier manuel de sniper des Navy SEALs.
En 2009, il serait rentré précipitamment du front en raison de problèmes de santé. 
| Arme             | Calibre           | Information                        |
| ---------------- | ----------------- | ---------------------------------- |
| Mk 12            | 5,56 × 45 mm Otan | Arme peu utilisée                  |
| Mk 11            | 7,62 × 51 mm Otan | Arme souvent utilisée              |
| MK 13            | .300 WinMag       | Arme la plus utilisée              |
| McMillan Tac-338 | .338              | Arme reçue à la fin de sa carrière |

### Après l'Irak

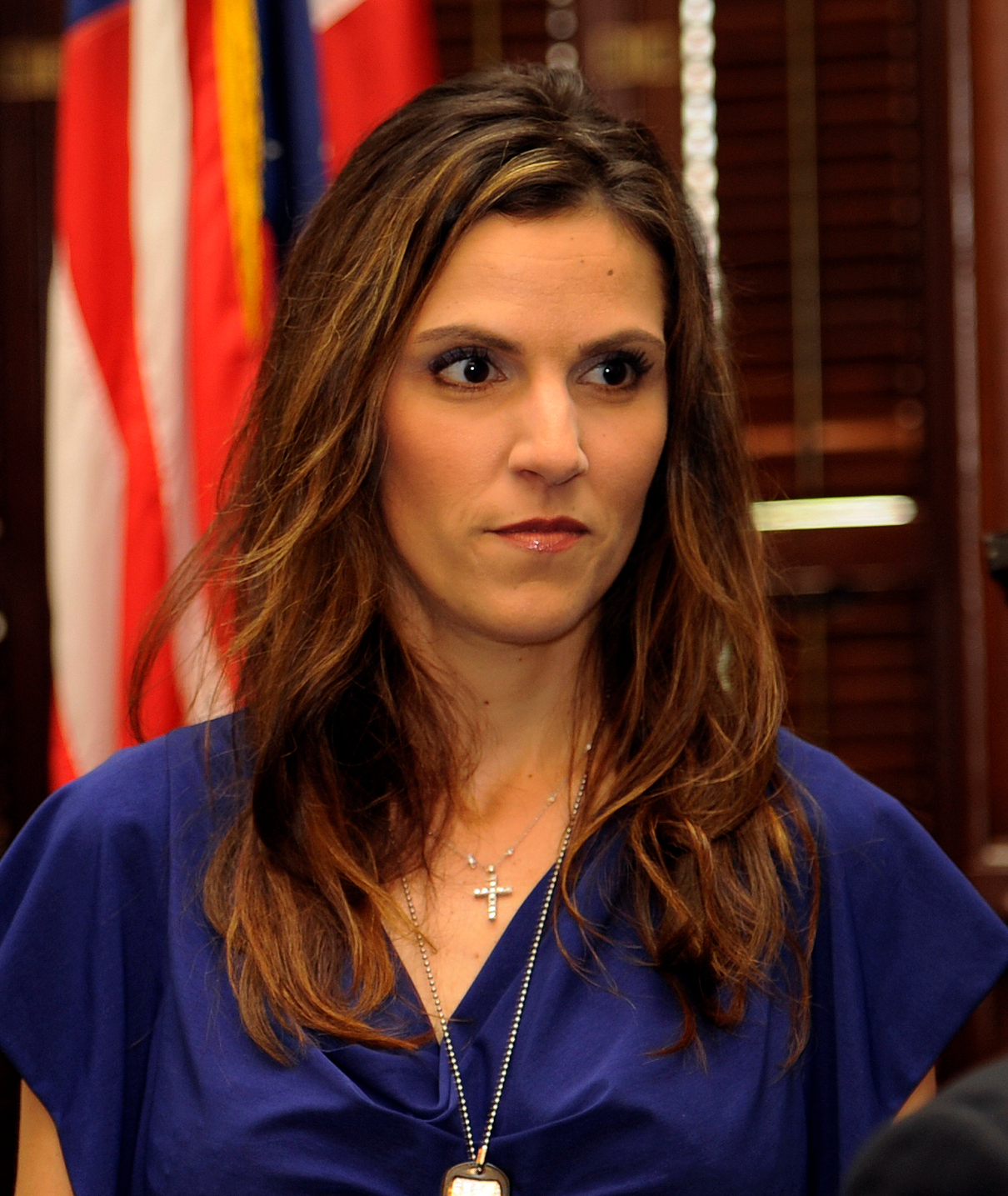
Taya Kyle, l'épouse de Chris Kyle.

Chris Kyle quitte la Marine américaine en 2009 et s'installe au Texas avec sa femme et ses deux enfants. Il dirige dès lors Craft International, une société militaire privée qui fournit des formations pour des tireurs d'élite militaires ou policiers et assure la sécurité de personnes privées. Sur les casquettes de sa société, il fait ajouter la citation suivante : « Contrairement à ce que votre maman vous a dit, la violence résout les problèmes. ». 
En janvier 2012, il publie ses mémoires, American Sniper, écrits avec Scott McEwen et Jim DeFelice, dans lesquels il exprime son absence de remords vis-à-vis des personnes qu'il a tuées. Son seul regret est plutôt « de ne pas en avoir tué davantage », car il pense que le monde est un endroit bien meilleur sans les « sauvages » qui prennent des vies américaines. Son autobiographie est traduite en français sous le titre American Sniper, l'autobiographie du sniper le plus redoutable de l'histoire militaire américaine.
En janvier 2012, lors d'un entretien pour le « Opie and Anthony (en) Show » avec Bill O'Reilly, Kyle affirme avoir frappé en 2006 l'ancien gouverneur du Minnesota et membre de l'UDT (Underwater Demolition Team), Jesse Ventura, dans un bar à Coronado en Californie. Ceci serait arrivé pendant une veillée pour la mort de Mike Monsoor, un Navy Seal récipiendaire de la médaille d'honneur qui a été tué en Irak la même année. Kyle a prétendu qu'il avait frappé l'ex-gouverneur, car celui-ci « répandait des commentaires contre la guerre à l'extérieur d'un bar que fréquentaient les Navy Seals ». Lors d'une entrevue subséquente, Ventura nie avoir été frappé par Kyle, précisant qu'il ne l'a jamais rencontré et qu'il n'a jamais entendu parler de lui. Ventura a également nié catégoriquement avoir dit quoi que ce soit pour dénigrer l'armée et a lancé une poursuite judiciaire contre Kyle pour diffamation.  
Se proclamant comme un « croisé de Dieu », Kyle a indiqué avoir tué une trentaine de pillards lors de l'ouragan Katrina en 2005, sans qu'aucune confirmation ne puisse être apportée. Il a aussi prétendu avoir abattu deux hommes qui voulaient lui voler son pick-up dans une station-service du Texas, en 2010, mais la police n'a pas trouvé la trace d'un tel incident.

### Mort
En 2013, Chris Kyle est sollicité par la mère d'Eddie Ray Routh, un ancien Marine de vingt-cinq ans souffrant de trouble de stress post-traumatique à la suite de son service dans l'armée, en tant que geôlier en Irak puis ramassant des cadavres d'enfants à Haïti après le tremblement de terre de 2010. Elle lui demande de l'aide, sachant que Kyle s'occupe des vétérans en difficulté. Chris Kyle, en compagnie de son ami Chad Littlefield, emmène Routh le 2 février 2013  au stand de tir Rough Creek Lodge de Glen Rose au sud-ouest de Fort Worth au Texas. Le tir est une forme de thérapie selon eux : « Chris avait découvert un nouvel usage pour les armes : soigner », explique sa veuve Taya Kyle. 
Chris Kyle et Chad Littlefield sont par la suite retrouvés morts, abattus de treize balles — celles-ci venant des armes de Kyle,. Eddie Ray Routh, instable mentalement et sous l’emprise de la drogue et de l'alcool ce jour-là, déclare après avoir été arrêté qu'il est persuadé qu’il allait tomber dans un piège, que l’armée allait lui « prendre son âme ». Il a expliqué que c'était lui ou eux : « Si je ne prenais pas son âme, il allait emporter la mienne. »
Une chapelle ardente en l'honneur de Kyle est érigée le 11 février 2013 au Cowboys Stadium d'Arlington au Texas. Il est inhumé le 12 février 2013 au cimetière de l'État du Texas à Austin après une procession funéraire sur la route, longue de 320 kilomètres, qui relie Midlothian à Austin. Sur le bord de la route, des milliers d'Américains rendent hommage à Chris Kyle, considéré comme un héros national par beaucoup d'entre eux.
À la suite de son procès au Texas, Eddie Ray Routh est déclaré coupable du meurtre de Chris Kyle et Chad Littlefield. Il est condamné à une peine de prison à perpétuité excluant toute possibilité de libération anticipée. Les jurés du tribunal de Stephenville (160 km au sud-ouest de Dallas) ne suivent pas la plaidoirie de la défense soutenant la « folie » de Routh bien que celui-ci soit diagnostiqué schizophrène et souffrant de stress post-traumatique.

## Postérité

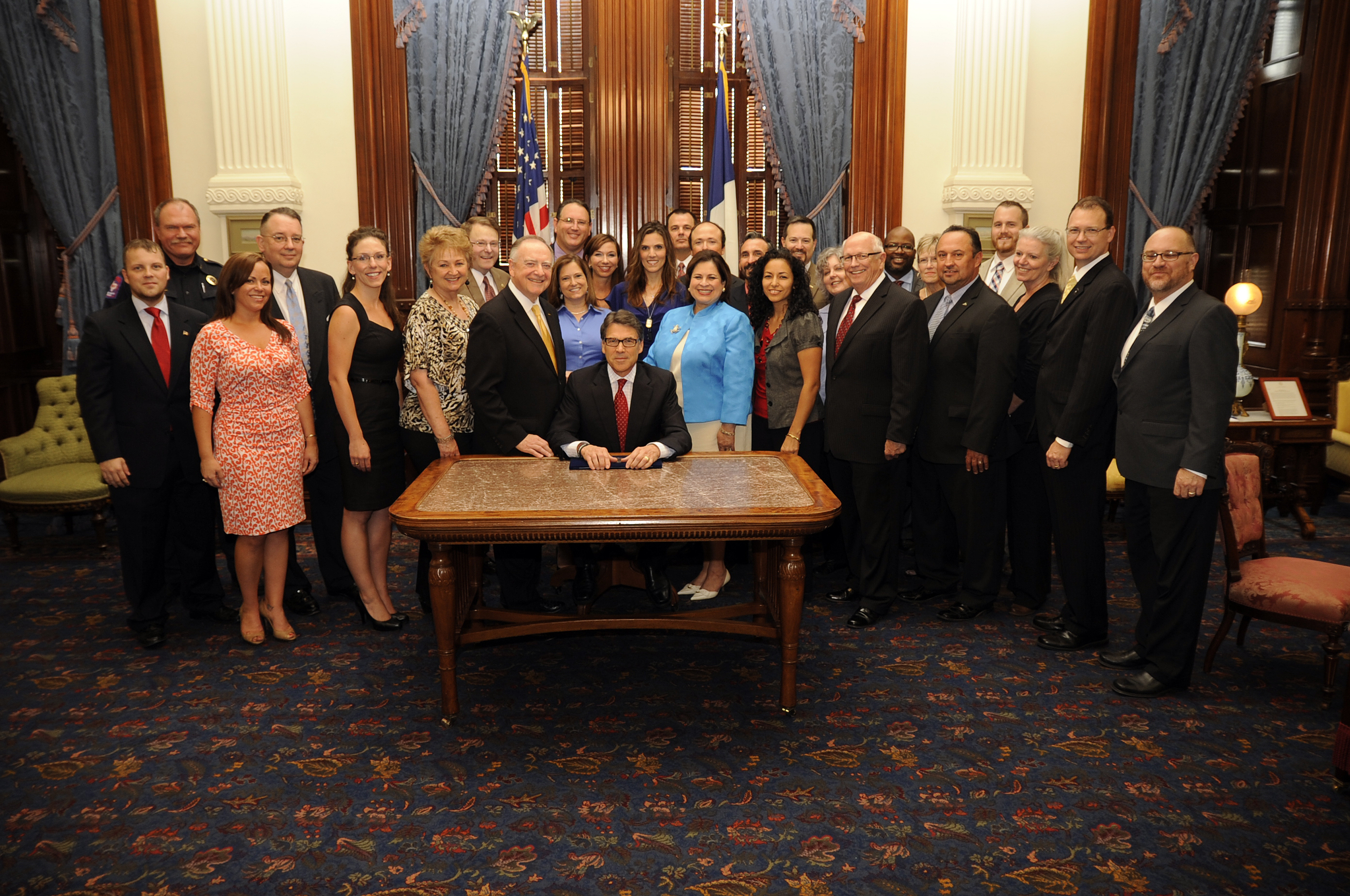
Cérémonie de signature du « projet de loi Chris Kyle » au Capitole de l'État du Texas le 28 août 2013.

Le 28 août 2013, le gouverneur du Texas Rick Perry signe un projet de loi, surnommé le « projet de loi Chris Kyle », afin de reconnaître la formation militaire dans la délivrance des titres professionnels .
Son autobiographie a fait l'objet d'une adaptation cinématographique en 2014 avec le film American Sniper, réalisé par Clint Eastwood, où l'acteur Bradley Cooper interprète le rôle de Chris Kyle. Interrogé à ce sujet en 2012, Chris Kyle a déclaré : « Je ne veux pas de Matt Damon. Et de tous ces gauchistes de Hollywood qui ont passé leur temps à dénigrer le courage de nos soldats en Irak. »

## Dans la culture populaire
Dans la bande dessinée L'homme qui tua Chris Kyle de Nury et Brüno, parue chez Dargaud en 2020, l'histoire parle de sa légende et de son meurtre (incluant les entretiens télévisés de Chris Kyle, Kate Kyle et Jesse Ventura) et le procès de Eddie Ray Routh. A travers ce récit, la bande dessinée aborde des problématiques propres aux États-Unis : l'héroïsation des militaires, la glorification des armes ou encore le patriotisme exacerbé .
Chris Kyle fait également l'objet d'un épisode d'Affaires sensibles intitulé American sniper, western moderne et diffusé le 6 septembre 2022 . L'épisode reçoit en seconde partie l'auteur Nury.

## Distinctions
La Marine américaine a révisé la liste des décorations de Chris Kyle le 14 juin 2016 :
|                                                       |             |             |
|                                                       |             |             |
|                                                       | Gold star   |             |
|                                                       | Bronze star | Bronze star |
| Bronze star · Bronze star                             |             | Bronze star |
| Bronze star · Bronze star · Bronze star · Bronze star |             |             |
| Bronze star · Bronze star · Bronze star               |             |             |
|                                                       |             |             |

| Badge      | Insigne du SEAL                                         | Insigne du SEAL                                         | Insigne du SEAL                             | Insigne du SEAL                             | Insigne du SEAL                                      | Insigne du SEAL                                      |
| 1re rangée | Silver Star                                             | Silver Star                                             | Bronze Star (3) w/ Combat V                 | Bronze Star (3) w/ Combat V                 | Navy and Marine Corps Commendation Medal w/ Combat V | Navy and Marine Corps Commendation Medal w/ Combat V |
| 2e rangée  | Navy and Marine Corps Achievement Medal (2) w/ Combat V | Navy and Marine Corps Achievement Medal (2) w/ Combat V | Combat Action Ribbon (2)                    | Combat Action Ribbon (2)                    | Navy Presidential Unit Citation                      | Navy Presidential Unit Citation                      |
| 3e rangée  | Joint Meritorious Unit Award                            | Joint Meritorious Unit Award                            | Navy Unit Commendation w/ 1 service star    | Navy Unit Commendation w/ 1 service star    | Navy Meritorious Unit Commendation w/ 1 service star | Navy Meritorious Unit Commendation w/ 1 service star |
| 4e rangée  | Navy Good Conduct Medal w/ 2 service stars              | Navy Good Conduct Medal w/ 2 service stars              | National Defense Service Medal              | National Defense Service Medal              | Armed Forces Expeditionary Medal w/ 1 service star   | Armed Forces Expeditionary Medal w/ 1 service star   |
| 5e rangée  | Iraq Campaign Medal w/ 4 campaign stars                 | Iraq Campaign Medal w/ 4 campaign stars                 | Global War on Terrorism Expeditionary Medal | Global War on Terrorism Expeditionary Medal | Global War on Terrorism Service Medal                | Global War on Terrorism Service Medal                |
| 6e rangée  | Sea Service Deployment Ribbon w/ 3 service stars        | Sea Service Deployment Ribbon w/ 3 service stars        | Rifle Marksmanship Medal                    | Rifle Marksmanship Medal                    | Pistol Marksmanship Medal                            | Pistol Marksmanship Medal                            |
| Badge      | Insigne de parachutiste                                 | Insigne de parachutiste                                 | Insigne de parachutiste                     | Insigne de parachutiste                     | Insigne de parachutiste                              | Insigne de parachutiste                              |

## Publications
- (en-US) Chris Kyle, Scott McEwen, Jim DeFelice (2013), American Sniper : l'autobiographie du sniper le plus redoutable de l'histoire militaire américaine (V.O. : American Sniper: The Autobiography of the Most Lethal Sniper in U.S. Military History). New York: William Morrow, 2012.  (ISBN 0-062-08235-3) (OCLC 733224029)
- (en-US) Chris Kyle, William Doyle (2013). American Gun: A History of the U.S. in Ten Firearms. New York: William Morrow, 2013.  (ISBN 0-0622-4271-7) (OCLC 813286737)
- American sniper / Chris Kyle ; avec Scott McEven et Jim DeFelice ; traduit de l'anglais (États-Unis) par Franck Mirmont ; adapté par Véronique Duthille / Paris : Nimrod, cop. 2012.  (ISBN 978-2-915243-61-1)[28],[29]

## Différences entre le filmAmerican Sniperet la réalité
Dans un article du Figaro publié le 17 février 2015, le journaliste Maurin Picard, qui avait rencontré Chris Kyle au moment de la sortie de son autobiographie, American Sniper, en 2012, a souligné plusieurs différences entre le film et la réalité.
Voir à ce sujet la section « Différences avec le livre » de l'article American Sniper (film) pour plus de détails.